# حيث تلتقي السماء والأرض (كتاب)
حيث تلتقي السماء والأرض: الحرم الشريف في القدس هو كتاب متعدد التخصصات مثير للجدل صدر عام 2009 بشأن تاريخ الحرم الشريف.

## الموضوع
موضوع الكتاب هو عن المسجد الأقصى. حرره أوليغ غرابار، مؤرخ الفن الفرنسي وعالم الآثار والأستاذ بجامعة هارفارد، وبنيامين كيدار [الإنجليزية]، الأستاذ الإسرائيلي الفخري للتاريخ ونائب رئيس الأكاديمية الإسرائيلية للعلوم والإنسانيات في الجامعة العبرية في القدس. صدر عن مطبعة جامعة تكساس في أوستن، تكساس.
ألف الكتاب بمشروع مشترك بين 21 عالمًا يهوديًا ومسلمًا ومسيحيًا من الجامعة العبرية في القدس وجامعة القدس ومركز دراسات القدس والمدرسة الكتابية والآثارية الفرنسية في القدس برعاية إسرائيلية، والمؤسسات الفلسطينية والدومينيكانية الكاثوليكية في القدس.
على مدار عشرين فصلاً أو نحو ذلك في شكل مقالات متعددة التخصصات مرتبة ترتيبًا زمنيًا - تتناول التاريخ وعلم الآثار والدراسات الكتابية والإسلامية والجغرافيا والفن والعمارة والدين - تروي التحول الذي طرأ على الموقع والقصص المحيطة به على مر الزمن العصور، من فترة الهيكل الأول وحتى اليوم.
وكان من بين المساهمين سري نسيبة، رئيس جامعة القدس و"شخصية فلسطينية معروفة"، ومصطفى أبو صوي، مدير مركز البحوث الإسلامية في الجامعة. وقال زفي زاميريت، مدير معهد الأبحاث الإسرائيلي ياد بن تسفي، أحد رعاة المشروع: "لقد واجهنا تحديًا معقدًا" في معالجة أحد "المواضيع الأكثر حساسية في العالم".

## الصياغة
تمت صياغة الكتاب في أعقاب زيارة آرئيل شارون للموقع عام 2000 وسط تواجد مكثف للشرطة. وكان هذا الفعل، الذي أثار الاحتجاجات وأعمال الشغب، أحد مسببات الانتفاضة الثانية.
يقدم العمل مصطلح "الحرم الشريف" كصيغة محايدة سياسيا "للمساحة المفتوحة التي تقع فيها قبة الصخرة والمسجد الأقصى"، ونظرًا للطبيعة الحساسة للكتاب، أشارت صحيفة نيويورك تايمز إلى أن الصياغة "تتطلب براعة استثنائية" من المحررين المشاركين.
وفي إشارة إلى التوترات السائدة، بينما كان الكتاب في طور النشر، قاطع مجلس إدارة جامعة القدس المؤسسات الأكاديمية الإسرائيلية احتجاجاً على سياسات إسرائيل وتعطيل السلام، على الرغم من أن المشاريع التي كانت جارية بالفعل ولم تتأثر، وكانت الفصول الفلسطينية من هذا العمل قد قدمت منذ فترة طويلة. نشر الكتاب في نهاية المطاف وسط الرفض الفلسطيني ضد المزاعم اليهودية المتعلقة بالارتباط بالموقع والتعدي المستمر على الفضاء من قبل الجماعات اليهودية المتطرفة، والهدف من الكتاب هو القضاء على عدم الاهتمام الناتج عن عدم فهم الموضوع.

## استقبال
في مراجعة أجراها جون داي، أستاذ دراسات العهد القديم في جامعة أكسفورد ، يوصف العمل بأنه "تاريخ شامل لما يعرف لدى اليهود عادة باسم جبل الهيكل وعند المسلمين باسم الحرم الشريف".
جاكلين سوانسينغر، أستاذة قسم التاريخ في جامعة ولاية نيويورك في فريدونيا، وصفته بأنه "عمل جدير بالإدراك، وإن كان محايدًا سياسيًا بشكل واضح، وذو اتساع تاريخي وفني".